# Giovani Lo Celso
Giovani Lo Celso (Rosario, 9 aprile 1996) è un calciatore argentino, centrocampista del Betis e della nazionale argentina, con cui si è laureato campione del Sud America nel 2021 e nel 2024.

## Biografia
È il fratello maggiore del calciatore Francesco Lo Celso. In virtù di lontane origini siciliane e umbre della sua famiglia, Lo Celso possiede anche il passaporto italiano.

## Caratteristiche tecniche
Trequartista che ama giostrare alle spalle della punta in un 4-2-3-1. Sa calciare la palla con potenza, inoltre tira bene dalla media distanza per merito del suo sinistro essendo un mancino naturale. Dotato di pregevole tecnica individuale e velocità, che gli consentono di saltare il diretto avversario creando superiorità numerica, si rivela un eccellente uomo-assist.

## Carriera

### Club

#### Rosario Central
Cresciuto nelle giovanili del Rosario Central, debutta in prima squadra il 19 luglio 2015, subentrando al 78º a Víctor Salazar durante il match pareggiato 0-0 contro il Vélez. Nella prima stagione disputa in tutto 16 presenze; nelle successive 2 stagioni, ovvero 2016 e 2016-2017, ha giocato in totale 38 partite con 3 reti siglate.

#### Paris Saint-Germain
Il 26 luglio 2016 viene acquistato per 10 milioni di euro dai francesi del Paris Saint-Germain, che lo lasciano in prestito al club di Rosario fino a fine anno, per poi integrarlo nella rosa a partire dal 1º gennaio 2017. Il 5 aprile 2017 esordisce con i parigini nel match di Coppa di Francia contro l'Avranches. Debutta in Ligue 1 il 22 aprile seguente, disputando i minuti finali del match contro il Montpellier. A fine anno totalizza 5 presenze.
Nella stagione successiva esordisce in Champions League, nel match della fase a gironi del 12 settembre 2017 contro il Celtic. Il 31 gennaio 2018 sigla il suo primo gol contro il Rennes in Coupe de la Ligue. Chiude la stagione con 48 presenze totali e 6 reti per un totale di 54 presenze e 6 reti con il club francese.

#### Real Betis
Il 31 agosto 2018 viene ceduto con la formula del prestito oneroso da 3 milioni di euro al Real Betis. Disputa la prima partita con il club biancoverde il seguente 15 settembre contro il Valencia, match concluso in parità per 0-0. Il 16 aprile 2019 viene acquistato dal club andaluso a titolo definitivo per 22 milioni di euro e il 20% di una futura rivendita. In totale con la società spagnola ha disputato 45 presenze con 16 reti messe a segno.

#### Tottenham e prestito al Villarreal
L’8 agosto 2019 si trasferisce al Tottenham in prestito oneroso (16 milioni di euro) con diritto di riscatto. Debutta in Premier League, con la maglia degli Spurs il 17 agosto successivo, entrando al 85º al posto di Erik Lamela, nella partita pareggiata 2-2 in trasferta contro il Manchester City. Il 28 gennaio 2020 viene acquistato dai londinesi a titolo definitivo per altri 32 milioni di euro, siglando un contratto fino al 2025.
Poco utilizzato dai tecnici degli Spurs, il 31 gennaio 2022 passa in prestito al Villarreal. Il 13 agosto seguente il prestito viene rinnovato per la stagione 2022/2023.

### Nazionale
Viene convocato per le Olimpiadi 2016 in Brasile, manifestazione in cui scende in campo in tre occasioni.
Nel novembre 2017 viene convocato per la prima volta nella nazionale argentina dal commissario tecnico Jorge Sampaoli per le due amichevoli in programma l'11 e il 14 novembre, rispettivamente contro Russia e Nigeria. Il 7 settembre 2018 sigla la sua prima rete in nazionale, nell'amichevole vinta per 3-0 contro il Guatemala. Vince il bronzo dell'edizione 2019 della Copa América, dove segna il gol del 2-0 battendo il Venezuela. Viene convocato anche per l'edizione 2024 della coppa continentale, nella finale contro la Colombia entra in campo nei tempi supplementari, grazie a lui l'Argentina vince dato che per merito del suo assist Lautaro Martínez segna la rete del 1-0.

## Statistiche

### Presenze e reti nei club
Statistiche aggiornate al 10 maggio 2025
| Stagione                   | Squadra                    | Campionato                 | Campionato | Campionato | Coppe nazionali | Coppe nazionali | Coppe nazionali | Coppe continentali | Coppe continentali | Coppe continentali | Altre coppe | Altre coppe | Altre coppe | Totale | Totale |
| Stagione                   | Squadra                    | Comp                       | Pres       | Reti       | Comp            | Pres            | Reti            | Comp               | Pres               | Reti               | Comp        | Pres        | Reti        | Pres   | Reti   |
| -------------------------- | -------------------------- | -------------------------- | ---------- | ---------- | --------------- | --------------- | --------------- | ------------------ | ------------------ | ------------------ | ----------- | ----------- | ----------- | ------ | ------ |
| 2015                       | Rosario Central            | PD                         | 13         | 0          | CA              | 3               | 0               | -                  | -                  | -                  | -           | -           | -           | 16     | 0      |
| 2016                       | Rosario Central            | PD                         | 14         | 2          | CA              | 1               | 0               | CL                 | 9                  | 0                  | -           | -           | -           | 24     | 2      |
| 2016-2017                  | Rosario Central            | PD                         | 9          | 1          | CA              | 5               | 0               | -                  | -                  | -                  | -           | -           | -           | 14     | 1      |
| Totale Rosario Central     | Totale Rosario Central     | Totale Rosario Central     | 36         | 3          |                 | 9               | 0               |                    | 9                  | 0                  |             | -           | -           | 54     | 3      |
| gen.-giu. 2017             | Paris Saint-Germain        | L1                         | 4          | 0          | CF+CdL          | 1+0             | 0               | UCL                | 0                  | 0                  | -           | -           | -           | 5      | 0      |
| 2017-2018                  | Paris Saint-Germain        | L1                         | 33         | 4          | CF+CdL          | 4+4             | 1+1             | UCL                | 7                  | 0                  | SF          | 0           | 0           | 48     | 6      |
| ago. 2018                  | Paris Saint-Germain        | L1                         | 1          | 0          | CF+CdL          | 0+0             | 0               | UCL                | 0                  | 0                  | SF          | 0           | 0           | 1      | 0      |
| Totale Paris Saint-Germain | Totale Paris Saint-Germain | Totale Paris Saint-Germain | 38         | 4          |                 | 9               | 2               |                    | 7                  | 0                  |             | 0           | 0           | 54     | 6      |
| 2018-2019                  | Betis                      | PD                         | 32         | 9          | CR              | 6               | 2               | UEL                | 7                  | 5                  | -           | -           | -           | 45     | 16     |
| 2019-2020                  | Tottenham                  | PL                         | 28         | 0          | FACup+CdL       | 4+0             | 1+0             | UCL                | 5                  | 1                  | -           | -           | -           | 37     | 2      |
| 2020-2021                  | Tottenham                  | PL                         | 18         | 1          | FACup+CdL       | 4+1             | 1+0             | UEL                | 9                  | 4                  | -           | -           | -           | 32     | 6      |
| 2021-gen. 2022             | Tottenham                  | PL                         | 9          | 0          | FACup+CdL       | 1+4             | 0               | UECL               | 5                  | 1                  | -           | -           | -           | 19     | 1      |
| gen.-giu. 2022             | Villarreal                 | PD                         | 16         | 1          | CR              | 0               | 0               | UCL                | 6                  | 0                  | -           | -           | -           | 22     | 1      |
| 2022-2023                  | Villarreal                 | PD                         | 22         | 2          | CR              | 0               | 0               | UECL               | 5+2                | 0                  | -           | -           | -           | 29     | 2      |
| Totale Villarreal          | Totale Villarreal          | Totale Villarreal          | 38         | 3          |                 | 0               | 0               |                    | 13                 | 0                  |             | -           | -           | 51     | 3      |
| 2023-2024                  | Tottenham                  | PL                         | 22         | 2          | FACup+CdL       | 1+1             | 0               | -                  | -                  | -                  | -           | -           | -           | 24     | 2      |
| Totale Tottenham           | Totale Tottenham           | Totale Tottenham           | 77         | 3          |                 | 16              | 2               |                    | 19                 | 6                  |             | -           | -           | 112    | 11     |
| 2024-2025                  | Betis                      | PD                         | 22         | 8          | CR              | 2               | 0               | UECL               | 6                  | 1                  | -           | -           | -           | 30     | 9      |
| Totale Betis               | Totale Betis               | Totale Betis               | 54         | 17         |                 | 8               | 2               |                    | 13                 | 6                  |             | -           | -           | 75     | 25     |
| Totale carriera            | Totale carriera            | Totale carriera            | 243        | 30         |                 | 42              | 6               |                    | 61                 | 12                 |             | 0           | 0           | 346    | 48     |

### Cronologia presenze e reti in nazionale
| Cronologia completa delle presenze e delle reti in nazionale ― Argentina | Cronologia completa delle presenze e delle reti in nazionale ― Argentina | Cronologia completa delle presenze e delle reti in nazionale ― Argentina | Cronologia completa delle presenze e delle reti in nazionale ― Argentina | Cronologia completa delle presenze e delle reti in nazionale ― Argentina | Cronologia completa delle presenze e delle reti in nazionale ― Argentina | Cronologia completa delle presenze e delle reti in nazionale ― Argentina | Cronologia completa delle presenze e delle reti in nazionale ― Argentina |
| Data                                                                     | Città                                                                    | In casa                                                                  | Risultato                                                                | Ospiti                                                                   | Competizione                                                             | Reti                                                                     | Note                                                                     |
| ------------------------------------------------------------------------ | ------------------------------------------------------------------------ | ------------------------------------------------------------------------ | ------------------------------------------------------------------------ | ------------------------------------------------------------------------ | ------------------------------------------------------------------------ | ------------------------------------------------------------------------ | ------------------------------------------------------------------------ |
| 11-11-2017                                                               | Mosca                                                                    | Russia                                                                   | 0 – 1                                                                    | Argentina                                                                | Amichevole                                                               | -                                                                        | 59’                                                                      |
| 14-11-2017                                                               | Krasnodar                                                                | Argentina                                                                | 2 – 4                                                                    | Nigeria                                                                  | Amichevole                                                               | -                                                                        | 58’                                                                      |
| 23-3-2018                                                                | Manchester                                                               | Argentina                                                                | 2 – 0                                                                    | Italia                                                                   | Amichevole                                                               | -                                                                        | 76’                                                                      |
| 27-3-2018                                                                | Madrid                                                                   | Spagna                                                                   | 6 – 1                                                                    | Argentina                                                                | Amichevole                                                               | -                                                                        | 84’                                                                      |
| 29-5-2018                                                                | Buenos Aires                                                             | Argentina                                                                | 4 – 0                                                                    | Haiti                                                                    | Amichevole                                                               | -                                                                        | 59’                                                                      |
| 7-9-2018                                                                 | Los Angeles                                                              | Argentina                                                                | 3 – 0                                                                    | Guatemala                                                                | Amichevole                                                               | 1                                                                        |                                                                          |
| 12-9-2018                                                                | East Rutherford                                                          | Colombia                                                                 | 0 – 0                                                                    | Argentina                                                                | Amichevole                                                               | -                                                                        | 70’                                                                      |
| 16-10-2018                                                               | Gedda                                                                    | Brasile                                                                  | 1 – 0                                                                    | Argentina                                                                | Amichevole                                                               | -                                                                        | 64’ 73’                                                                  |
| 16-11-2018                                                               | Córdoba                                                                  | Argentina                                                                | 2 – 0                                                                    | Messico                                                                  | Amichevole                                                               | -                                                                        | 67’                                                                      |
| 20-11-2018                                                               | Mendoza                                                                  | Argentina                                                                | 2 – 0                                                                    | Messico                                                                  | Amichevole                                                               | -                                                                        | 59’                                                                      |
| 22-3-2019                                                                | Madrid                                                                   | Argentina                                                                | 1 – 3                                                                    | Venezuela                                                                | Amichevole                                                               | -                                                                        | 54’ 78’                                                                  |
| 26-3-2019                                                                | Tangeri                                                                  | Marocco                                                                  | 0 – 1                                                                    | Argentina                                                                | Amichevole                                                               | -                                                                        | 79’                                                                      |
| 8-6-2019                                                                 | San Juan                                                                 | Argentina                                                                | 5 – 1                                                                    | Nicaragua                                                                | Amichevole                                                               | -                                                                        |                                                                          |
| 15-6-2019                                                                | Salvador                                                                 | Argentina                                                                | 0 – 2                                                                    | Colombia                                                                 | Coppa America 2019 - 1º turno                                            | -                                                                        |                                                                          |
| 19-6-2019                                                                | Belo Horizonte                                                           | Argentina                                                                | 1 – 1                                                                    | Paraguay                                                                 | Coppa America 2019 - 1º turno                                            | -                                                                        |                                                                          |
| 23-6-2019                                                                | Porto Alegre                                                             | Qatar                                                                    | 0 – 2                                                                    | Argentina                                                                | Coppa America 2019 - 1º turno                                            | -                                                                        | 42’ 55’                                                                  |
| 28-6-2019                                                                | Rio de Janeiro                                                           | Venezuela                                                                | 0 – 2                                                                    | Argentina                                                                | Coppa America 2019 - Quarti di finale                                    | 1                                                                        | 68’                                                                      |
| 2-7-2019                                                                 | Belo Horizonte                                                           | Brasile                                                                  | 2 – 0                                                                    | Argentina                                                                | Coppa America 2019 - Semifinale                                          | -                                                                        | 67’                                                                      |
| 6-7-2019                                                                 | San Paolo                                                                | Argentina                                                                | 2 – 1                                                                    | Cile                                                                     | Coppa America 2019 - Finale 3º posto                                     | -                                                                        | 90’                                                                      |
| 5-9-2019                                                                 | Los Angeles                                                              | Cile                                                                     | 0 – 0                                                                    | Argentina                                                                | Amichevole                                                               | -                                                                        | 79’                                                                      |
| 15-11-2019                                                               | Riyad                                                                    | Brasile                                                                  | 0 – 1                                                                    | Argentina                                                                | Amichevole                                                               | -                                                                        | 59’                                                                      |
| 12-11-2020                                                               | Buenos Aires                                                             | Argentina                                                                | 1 – 1                                                                    | Paraguay                                                                 | Qual. Mondiali 2022                                                      | -                                                                        | 60’                                                                      |
| 17-11-2020                                                               | Lima                                                                     | Perù                                                                     | 0 – 2                                                                    | Argentina                                                                | Qual. Mondiali 2022                                                      | -                                                                        | 73’                                                                      |
| 8-6-2021                                                                 | Barranquilla                                                             | Colombia                                                                 | 2 – 2                                                                    | Argentina                                                                | Qual. Mondiali 2022                                                      | -                                                                        |                                                                          |
| 14-6-2021                                                                | Rio de Janeiro                                                           | Argentina                                                                | 1 – 1                                                                    | Cile                                                                     | Coppa America 2021 - 1º turno                                            | -                                                                        | 67’                                                                      |
| 18-6-2021                                                                | Brasilia                                                                 | Argentina                                                                | 1 – 0                                                                    | Uruguay                                                                  | Coppa America 2021 - 1º turno                                            | -                                                                        | 48’ - 52’                                                                |
| 28-6-2021                                                                | Cuiabá                                                                   | Bolivia                                                                  | 1 – 4                                                                    | Argentina                                                                | Coppa America 2021 - 1º turno                                            | -                                                                        | 64’                                                                      |
| 3-7-2021                                                                 | Goiânia                                                                  | Argentina                                                                | 3 – 0                                                                    | Ecuador                                                                  | Coppa America 2021 - Quarti di finale                                    | -                                                                        |                                                                          |
| 6-7-2021                                                                 | Brasilia                                                                 | Argentina                                                                | 1 – 1 dts (3 – 2 dtr)                                                    | Colombia                                                                 | Coppa America 2021 - Semifinale                                          | -                                                                        | 20’ 56’                                                                  |
| 10-7-2021                                                                | Rio de Janeiro                                                           | Argentina                                                                | 1 – 0                                                                    | Brasile                                                                  | Coppa America 2021 - Finale                                              | -                                                                        | 51’ 63’                                                                  |
| 2-9-2021                                                                 | Caracas                                                                  | Venezuela                                                                | 1 – 3                                                                    | Argentina                                                                | Qual. Mondiali 2022                                                      | -                                                                        | 62’                                                                      |
| 7-10-2021                                                                | Asunción                                                                 | Paraguay                                                                 | 0 – 0                                                                    | Argentina                                                                | Qual. Mondiali 2022                                                      | -                                                                        |                                                                          |
| 10-10-2021                                                               | Buenos Aires                                                             | Argentina                                                                | 3 – 0                                                                    | Uruguay                                                                  | Qual. Mondiali 2022                                                      | -                                                                        |                                                                          |
| 14-10-2021                                                               | Buenos Aires                                                             | Argentina                                                                | 1 – 0                                                                    | Perù                                                                     | Qual. Mondiali 2022                                                      | -                                                                        | 90+4’                                                                    |
| 12-11-2021                                                               | Montevideo                                                               | Uruguay                                                                  | 0 – 1                                                                    | Argentina                                                                | Qual. Mondiali 2022                                                      | -                                                                        |                                                                          |
| 27-1-2022                                                                | Calama                                                                   | Cile                                                                     | 1 – 2                                                                    | Argentina                                                                | Qual. Mondiali 2022                                                      | -                                                                        | 70’                                                                      |
| 1-2-2022                                                                 | Córdoba                                                                  | Argentina                                                                | 1 – 0                                                                    | Colombia                                                                 | Qual. Mondiali 2022                                                      | -                                                                        | 80’                                                                      |
| 1-6-2022                                                                 | Londra                                                                   | Italia                                                                   | 0 – 3                                                                    | Argentina                                                                | Coppa dei Campioni CONMEBOL-UEFA 2022                                    | -                                                                        | 90+1’                                                                    |
| 24-9-2022                                                                | Miami Gardens                                                            | Argentina                                                                | 3 – 0                                                                    | Honduras                                                                 | Amichevole                                                               | -                                                                        | 72’                                                                      |
| 28-9-2022                                                                | Harrison                                                                 | Argentina                                                                | 3 – 0                                                                    | Giamaica                                                                 | Amichevole                                                               | -                                                                        |                                                                          |
| 28-3-2023                                                                | Santiago del Estero                                                      | Argentina                                                                | 7 – 0                                                                    | Curaçao                                                                  | Amichevole                                                               | -                                                                        | 67’                                                                      |
| 15-6-2023                                                                | Pechino                                                                  | Argentina                                                                | 2 – 0                                                                    | Australia                                                                | Amichevole                                                               | -                                                                        | 59’                                                                      |
| 19-6-2023                                                                | Giacarta                                                                 | Indonesia                                                                | 0 – 2                                                                    | Argentina                                                                | Amichevole                                                               | -                                                                        |                                                                          |
| 12-10-2023                                                               | Buenos Aires                                                             | Argentina                                                                | 1 – 0                                                                    | Paraguay                                                                 | Qual. Mondiali 2026                                                      | -                                                                        | 90+4’                                                                    |
| 17-10-2023                                                               | Lima                                                                     | Perù                                                                     | 0 – 2                                                                    | Argentina                                                                | Qual. Mondiali 2026                                                      | -                                                                        | 78’                                                                      |
| 16-11-2023                                                               | Buenos Aires                                                             | Argentina                                                                | 0 – 2                                                                    | Uruguay                                                                  | Qual. Mondiali 2026                                                      | -                                                                        | 80’                                                                      |
| 21-11-2023                                                               | Rio de Janeiro                                                           | Brasile                                                                  | 0 – 1                                                                    | Argentina                                                                | Qual. Mondiali 2026                                                      | -                                                                        | 70’                                                                      |
| 22-3-2024                                                                | Filadelfia                                                               | Argentina                                                                | 3 – 0                                                                    | El Salvador                                                              | Amichevole                                                               | 1                                                                        | 73’                                                                      |
| 26-3-2024                                                                | Los Angeles                                                              | Argentina                                                                | 3 – 1                                                                    | Costa Rica                                                               | Amichevole                                                               | -                                                                        | 72’                                                                      |
| 9-6-2024                                                                 | Chicago                                                                  | Argentina                                                                | 1 – 0                                                                    | Ecuador                                                                  | Amichevole                                                               | -                                                                        |                                                                          |
| 14-6-2024                                                                | Landover                                                                 | Argentina                                                                | 4 – 1                                                                    | Guatemala                                                                | Amichevole                                                               | -                                                                        | 71’                                                                      |
| 20-6-2024                                                                | Atlanta                                                                  | Argentina                                                                | 2 – 0                                                                    | Canada                                                                   | Coppa America 2024 - 1º turno                                            | -                                                                        | 68’ 90+1’                                                                |
| 25-6-2024                                                                | East Rutherford                                                          | Cile                                                                     | 0 – 1                                                                    | Argentina                                                                | Coppa America 2024 - 1º turno                                            | -                                                                        | 64’                                                                      |
| 29-6-2024                                                                | Miami Gardens                                                            | Argentina                                                                | 2 – 0                                                                    | Perù                                                                     | Coppa America 2024 - 1º turno                                            | -                                                                        | 66’                                                                      |
| 4-7-2024                                                                 | Houston                                                                  | Argentina                                                                | 1 – 1 (4 – 2 dtr)                                                        | Ecuador                                                                  | Coppa America 2024 - Quarti di finale                                    | -                                                                        | 78’                                                                      |
| 14-7-2024                                                                | Miami Gardens                                                            | Argentina                                                                | 1 – 0 dts                                                                | Colombia                                                                 | Coppa America 2024 - Finale                                              | -                                                                        | 97’                                                                      |
| 5-9-2024                                                                 | Buenos Aires                                                             | Argentina                                                                | 3 – 0                                                                    | Cile                                                                     | Qual. Mondiali 2026                                                      | -                                                                        | 51’ 71’                                                                  |
| 10-9-2024                                                                | Barranquilla                                                             | Colombia                                                                 | 2 – 1                                                                    | Argentina                                                                | Qual. Mondiali 2026                                                      | -                                                                        | 74’                                                                      |
| 10-10-2024                                                               | Maturín                                                                  | Venezuela                                                                | 1 – 1                                                                    | Argentina                                                                | Qual. Mondiali 2026                                                      | -                                                                        | 68’                                                                      |
| 19-11-2024                                                               | Buenos Aires                                                             | Argentina                                                                | 1 – 0                                                                    | Perù                                                                     | Qual. Mondiali 2026                                                      | -                                                                        | 81’                                                                      |
| Totale                                                                   |                                                                          | Presenze                                                                 | 61                                                                       |                                                                          | Reti                                                                     | 3                                                                        |                                                                          |

## Palmarès

### Club
- Campionato francese: 1

Paris Saint-Germain: 2017-2018
- Coppa di Francia: 2

Paris Saint-Germain: 2016-2017, 2017-2018
- Coppa di Lega francese: 2

Paris Saint Germain: 2016-2017, 2017-2018
- Supercoppa francese: 2

Paris Saint-Germain: 2017, 2018

### Nazionale
- Coppa America: 2

Brasile 2021, Stati Uniti 2024
- Coppa dei Campioni CONMEBOL-UEFA: 1

Finalissima 2022